# اونوفریو فوسکو
اونوفریو فوسکو (انگلیسی: Onofrio Fusco; ۲۳ نوامبر ۱۹۱۸ – ۴ نوامبر ۱۹۹۴) بازیکن فوتبال اهل ایتالیا بود.
از باشگاه‌هایی که در آن بازی کرده‌است می‌توان به باشگاه فوتبال آتالانتا، باشگاه فوتبال آولینو، باشگاه فوتبال آ.اس. رم، و باشگاه فوتبال باری اشاره کرد.